# Eichig (Lichtenfels)
Eichig ist ein Stadtteil der oberfränkischen Stadt Lichtenfels im Landkreis Lichtenfels.

## Geografie
Das Dorf liegt etwa zwölf Kilometer südöstlich von Lichtenfels auf den Höhen des fränkischen Juras. Gemeindeverbindungsstraßen führen nach Köttel und Rothmannsthal.

## Geschichte
Eichig wurde 1290 erstmals urkundlich erwähnt, als Eberhard Förtsch von Thurnau dem Kloster Langheim das Dorf „Zemeichech“ schenkte. 1307 übereignete Albert Förtsch von Thurnau dem Kloster zwei Güter in „Eichech“.
Im Jahr 1801 gehörte die hohe Zent dem Zentamt Weismain des Hochstifts Bamberg. Die Dorfs-, Gemeinde-, Vogtei- und Lehensherrschaft besaß das Kloster Langheim, den Zehnt das Bamberger Katharinenspital. Sieben Häuser mit und zwei ohne Stadel sowie eine Hofstatt mussten dem Klosteramt Langheim die Steuer entrichten und viele freie Grundstücke dem bambergischen Amt Weismain. Außerdem gab es zwei häusliche, bayreuthsche Lehen.
1818 hatte Eichig 74 Einwohner und wurde mit Köttel zu einer Gemeinde vereinigt. 1862 folgte die Eingliederung des Dorfes in das neu geschaffene bayerische Bezirksamt Lichtenfels. 1875 zählte Eichig 86 Einwohner und 42 Gebäude. Die katholische Kirche stand im 6,0 Kilometer entfernten Arnstein und die katholische Schule im 1,5 Kilometer entfernten Rothmannsthal. 1900 umfasste die Landgemeinde Köttel eine Fläche von 748,34 Hektar, 233 Einwohner, die alle katholisch waren, und 45 Wohngebäude. 93 Personen lebten in Eichig in 18 Wohngebäuden. Hanfanbau und Schafzucht waren unter anderem eine Einnahmequelle der Bevölkerung. 1925 lebten in dem Dorf 117 Personen in 17 Wohngebäuden. 1950 hatte der Ort 108 Einwohner und 16 Wohngebäude. Er gehörte zum Kirchensprengel der evangelischen Pfarrei in Azendorf. Im Jahr 1970 zählte Eichig 84 Einwohner und 1987 96 Einwohner sowie 24 Wohngebäude.
Am 1. Januar 1978 wurde Eichig in die Stadt Lichtenfels eingegliedert.

## Sehenswürdigkeiten

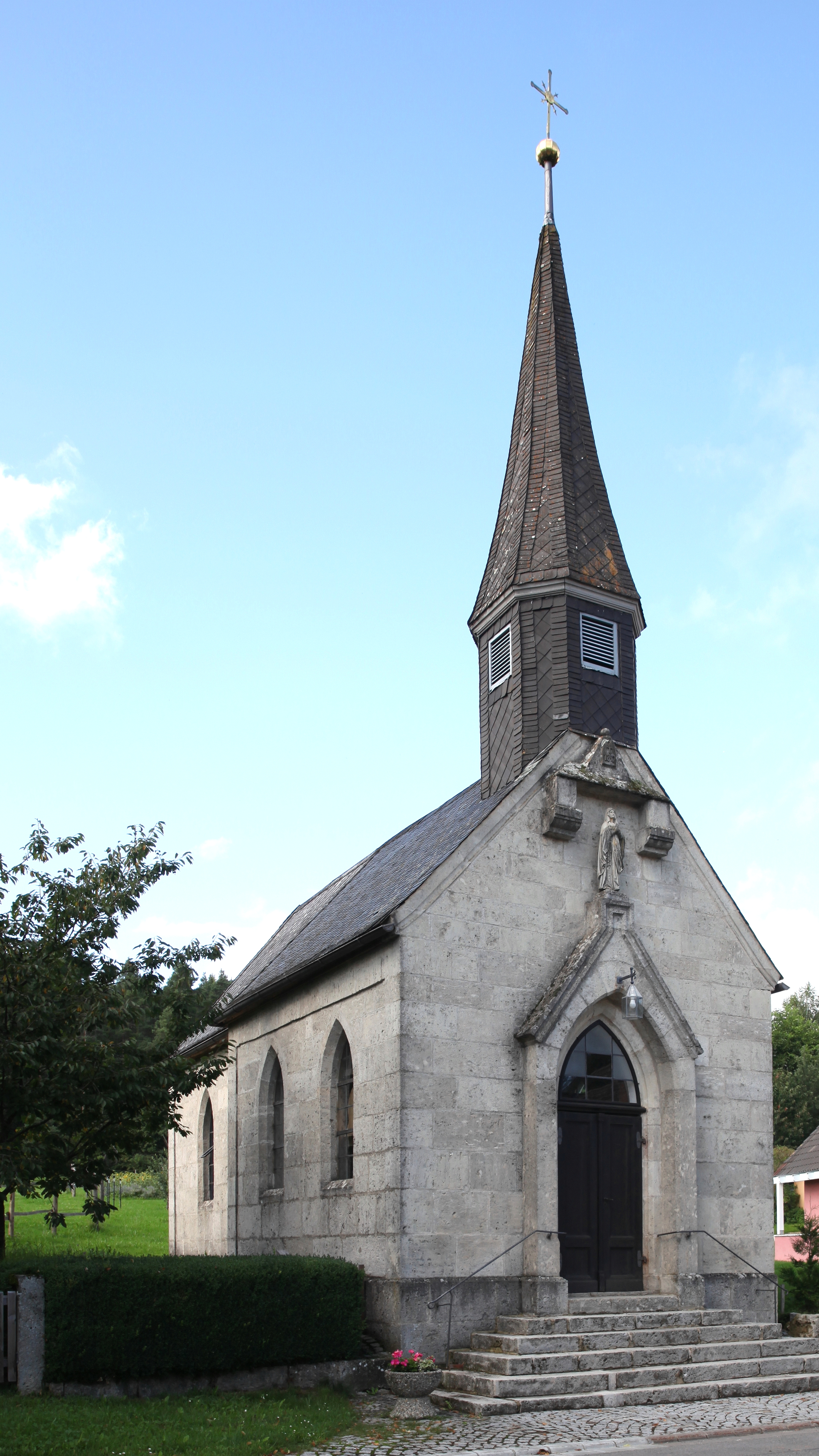
Katholische Kapelle St. Wendelin

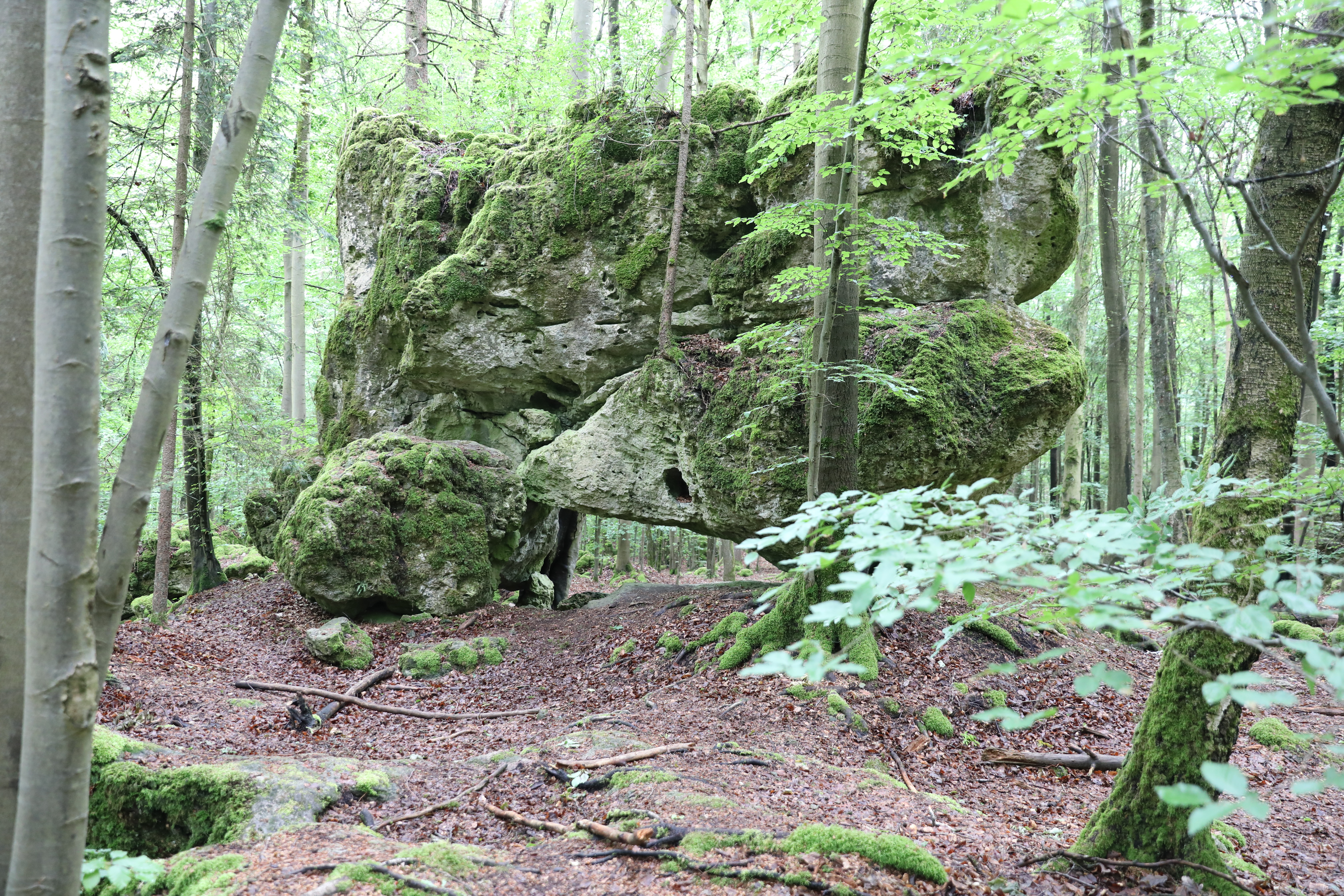
Felsengarten

Die Kapelle St. Wendelin in Eichig wurde 1892 als neugotischer Sandsteinquaderbau mit einem Satteldach und Giebelreiter errichtet. Zur Ausstattung gehören zwei Holzfiguren aus dem 17./18. Jahrhundert, die den heiligen Sebastian und den heiligen Wendelin zeigen.
Das Brunnenhaus besteht aus einer Eisen- und Holzkonstruktion mit einem Zeltdach und einem rechteckigen steinernen Brunnentrog. Der 50 Meter tiefe St.-Josef-Brunnen wurde 1877 errichtet.
Südlich vom Dorf befindet sich in einem Laubwald der Felsengarten.